# Azteke (Pferd)
Der Azteke ist eine sehr junge Gebrauchspferderasse, die zur Verbesserung der Reiteigenschaften in Mexiko erschaffen wurde. Dort werden sie seit Anfang der 1970er Jahre unter anderem im Gestüt Rancho San Antonio in Texcoco gezüchtet.
Hintergrundinformationen zur Pferdebewertung und -zucht finden sich unter: Exterieur, Interieur und Pferdezucht.

## Exterieur
Der Azteke ähnelt im Typ den spanischen und nordamerikanischen Rassen und stellt ein leichtes, mittelgroßes Reitpferd dar. Sein Kopf ist trocken und fein, das Profil meist gerade oder subkonvex. Kleine Ohren und schöne Augen runden den Eindruck der Kopfpartie ab, die einem stark bemuskelten, schön geschwungenen und gut aufgesetzten Hals entspringt. Bei einer langen und schrägen Schulter ist der Widerrist mittelmäßig ausgeprägt. Der kräftige und kurze Rücken geht in eine lange, leicht abfallende Kruppe über. Der Rumpf zeichnet sich durch ausreichende Tiefe und Breite aus, ist jedoch teilweise hinten leicht überbaut. Trotz seines zarten Anscheins ist das Fundament hinreichend stabil und weist trockene, teils etwas knappe Gelenke, sowie kleine, harte Hufe auf. Die Mechanik ist elegant, dabei aber trittsicher und wendig.

## Interieur
Durch die nahe Verwandtschaft zu den Ursprungsrassen Spaniens und den Westernpferden Nordamerikas ist der Azteke mit einem angenehmen, ruhigen Temperament ausgestattet.

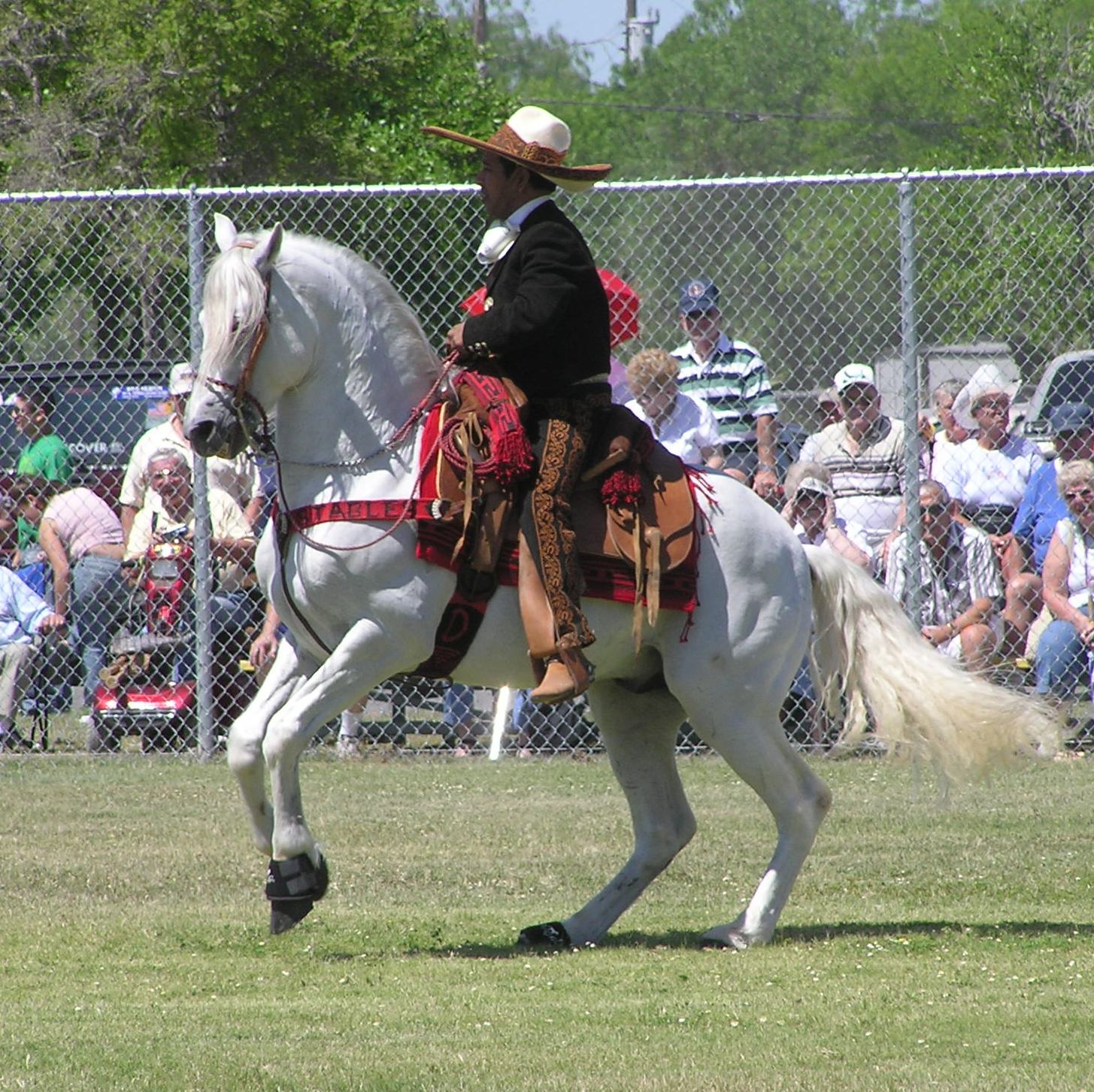
Azteke bei einer Show-Vorführung in den USA. Bei diesem Exemplar sieht man deutlich den Einfluss des Pura Raza Espanola

## Zuchtgeschichte
Anfang der 1970er Jahre erwachte in Mexiko die Erkenntnis, dass die meisten einheimischen Pferderassen in Bezug auf Qualität und Leistung nicht befriedigen konnten. Man beschloss daher, mittels Rückzüchtung eine Verbesserung vorzunehmen.
Über die Criollos gehen die mexikanischen Pferde auf die spanischen Rassen zurück, sowie durch die geographische Nähe zu Nordamerika auf deren Westernpferderassen, speziell das American Quarter Horse.
Durch die Anpaarung von andalusischen und Quarter-Hengsten mit Criollo Stuten konnte so mit gutem Erfolg die Rasse des Azteken gezüchtet werden. Speziell die Nähe zu den spanischen Pferden verhalf der Rasse zu Merkmalen, die optimal zu dem mexikanischen Ansprüchen passten. Es wurde hierdurch ein schnelles, elegantes Pferd mit viel Cow Sense erschaffen, das besonders hilfreich bei der Arbeit auf den Haziendas ist.
1982 wurde der Zuchtverband Asociación Mexicana de Criadores de Caballos de Raza Azteca gegründet, der auch das Zuchtbuch der Rasse führt. Für die Eintragung in das Zuchtbuch ist ein Blutanteil von drei bis fünf Achtel Quarter- oder andalusisches Blut und maximal ein viertel Criollo-Blut vorgeschrieben.